# Sonja Ohlenschläger
Sonja Marion Brigitta Ohlenschläger (* 25. April 1961 in Rheinfelden, Baden; † 9. April 2020 in Bonn) war eine deutsche Kunst- und Kulturhistorikerin.

## Leben
Sonja Ohlenschläger machte 1980 ihr Abitur am Georg-Büchner-Gymnasium in Rheinfelden. Sie studierte Kunstgeschichte, Klassische Archäologie, Orientalische Kunstgeschichte und Geschichte an den Universitäten Bonn, Stuttgart und Freiburg, unter anderem bei Hugo Borger. Von 1991 bis 2020 war Ohlenschläger wissenschaftliche Mitarbeiterin in der Singgemeinschaft Klingende Brücke in Bonn. Darüber hinaus war sie als Dozentin an verschiedenen Hochschulen tätig und veröffentlichte mehrere Beiträge zur Baugeschichte. In ihrer Dissertation aus dem Jahr 1991 Rudolf Steiner (1861–1925). Das architektonische Werk hat sie die Absichten, Vorstellungen und Umsetzungen der anthroposophischen Architektur analysiert.
Sonja Ohlenschläger verstarb nach schwerer Krankheit am 9. April 2020.

## Publikationen (Auswahl)
- Rudolf Steiner (1861–1925). Das architektonische Werk, Imhof, Petersberg 1999, ISBN 3-932526-37-6 (= Dissertation 1991).
- mit Gert Engel: Liederatlas europäischer Sprachen der Klingenden Brücke, Bonn.
  - Band 1, Bonn 2001.
  - Band 2, Bonn 2002.
  - Band 3, Bonn 2003.
  - Band 4, Bonn 2006.